# Malé Vozokany
Malé Vozokany (in ungherese Kisvezekény) è un comune della Slovacchia facente parte del distretto di Zlaté Moravce, nella regione di Nitra.